# Kosovo aux Jeux méditerranéens de 2018
Cet article contient des informations sur la participation et les résultats du Kosovo aux Jeux méditerranéens de 2018 à Tarragone en Espagne.

## Médailles

### Or
| Sport              | Discipline            | Sportifs         |
| Médailles d'or : 2 |                       |                  |
| Judo               | Moins de 52 kg femmes | Distria Krasniqi |
| Judo               | Moins de 57 kg femmes | Nora Gjakova     |

### Argent
| Sport                  | Discipline | Sportifs |
| Médailles d'argent : 0 |            |          |

### Bronze
| Sport                   | Discipline | Sportifs |
| Médailles de bronze : 0 |            |          |